# Rhabdomastix crassa
Rhabdomastix crassa là một loài ruồi trong họ Limoniidae. Chúng phân bố ở miền Cổ bắc.